# Pavonia rogersii
Pavonia rogersii är en malvaväxtart som beskrevs av N. E. Brown. Pavonia rogersii ingår i släktet påfågelsmalvor, och familjen malvaväxter. Inga underarter finns listade i Catalogue of Life.